# Vasaloppet 2000
Vasaloppet 2000 avgjordes den 5 mars 2000, och var den 76:e upplagan av Vasaloppet. Loppet vanns av estländaren Raul Olle. Kranskulla var Emma Stefansson, Janne Stefanssons dotter. Raul Olle gick loss efter tre mil och lyckades hålla undan och vann på en marginal på nästan 5 minuter. 

## Resultat
Not: Pl = Placering, Nr = Startnummer, Tid = Sluttid
| Pl. | Nr | Namn            | Klubb/Land | Tid     | Diff    |
| --- | -- | --------------- | ---------- | ------- | ------- |
| 1   |    | Raul Olle       | Estland    | 4:14:38 | + 00.00 |
| 2   |    | Oskar Svärd     | Sollefteå  | 4:19:17 | + 04.39 |
| 3   |    | Staffan Larsson | IFK Mora   | 4:19:18 | + 04.40 |
| 4   |    | Friedl Metzler  | Österrike  | 4:19:18 | +04.40  |
| 5   |    | Mats Eklund     | Hägglunds  | 4:20:10 | +05.32  |
| 6   |    | Håvard Skorstad | Norge      | 4:20:50 | +06.12  |
| 7   |    | Jörgen Aukland  | Norge      | 4:21:09 | +06.31  |
| 8   |    | Stanislav Rezac | Tjeckien   | 4:21:18 | +06.40  |
| 9   |    | Mårten Handler  | Åsarna IK  | 4:21:38 | +07.00  |
| 10  |    | John Vikman     | Åsarna IK  | 4:21:45 | +07.07  |